# ISO 3166-2:TC

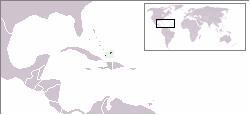
Lage der Turks- und Caicosinseln

Die zur Kennzeichnung geografischer Einheiten dienende Liste der ISO 3166-2-Codes für  Turks- und Caicosinseln enthält ausschließlich den Code für  Turks- und Caicosinseln. Es existieren keine weiteren Unterteilungen.

Dieser Code besteht nur aus einem Teil. Dieser gibt den Code gemäß ISO 3166-1 (für  Turks- und Caicosinseln TC) wieder.
Die aktuellen Codes stehen auf der Seite der ISO unter #iso:code:3166:TC zur Verfügung.